# Paracorixa concinna
Paracorixa concinna är en insektsart som först beskrevs av Franz Xaver Fieber 1848.  Paracorixa concinna ingår i släktet Paracorixa, och familjen buksimmare. Arten är reproducerande i Sverige.